# Dekanat Domžale
Dekanat Domžale – jeden z 17 dekanatów rzymskokatolickich wchodzących w skład archidiakonatu Gorenjske in Zasavje archidiecezji lublańskiej w Słowenii. 
Według danych na rok 2015, w jego skład wchodzi 18 parafii.

## Lista parafii
Źródło:
| Lp. | Miejscowość      | Parafia                                         | Proboszcz                                      | Kościół                                                    | Grafika |
| --- | ---------------- | ----------------------------------------------- | ---------------------------------------------- | ---------------------------------------------------------- | ------- |
| 1   | Blagovica        | Parafia św. Piotra Apostoła                     | Janez Evangelist Rus                           | Kościół św. Piotra Apostoła w Blagovica                    |         |
| 2   | Brdo             | Parafia Wniebowzięcia Najświętszej Maryi Panny  | Vladimir Jaksetič                              | Kościół Wniebowzięcia Najświętszej Maryi Panny w Brdo      |         |
| 3   | Češnjice         | Parafia Najświętszej Maryi Panny z Góry Karmel  | Avguštin Klobčar                               | Kościół Najświętszej Maryi Panny z Góry Karmel w Češnjice  |         |
| 4   | Dob              | Parafia św. Marcina, biskupa                    | Jure Ferlež                                    | Kościół św. Marcina w Dob                                  |         |
| 5   | Domžale          | Parafia Wniebowzięcia Najświętszej Maryi Panny  | mag. Klemen Svetelj                            | Kościół Wniebowzięcia Najświętszej Maryi Panny w Domžalach |         |
| 6   | Ihan             | Parafia św. Jerzego, męczennika                 | dr. Andrej Marko Poznič                        | Kościół św. Jerzego w Ihan                                 |         |
| 7   | Jarše            | Parafia św. Mohora i św. Fortunata, męczenników | Matjaž Križnar                                 | Kościół św. Mohora i św. Fortunata w Jarše                 |         |
| 8   | Krašnja          | Parafia św. Tomasza Apostoła                    | Anton Potokar                                  | Kościół św. Tomasza Apostoła w Krašnja                     |         |
| 9   | Mengeš           | Parafia św. Michała Archanioła                  | Janez Avsenik                                  | Kościół św. Michała Archanioła w Mengeš                    |         |
| 10  | Moravče          | Parafia św. Marcina, biskupa                    | Kancijan Čižman                                | Kościół św. Marcina w Moravče                              |         |
| 11  | Peče             | Parafia św. Bartłomieja Apostoła                | Franc Povirk                                   | Kościół św. Bartłomieja Apostoła w Peče                    |         |
| 12  | Radomlje         | Parafia św. Małgorzaty, męczennicy              | Janez Jarc                                     | Kościół św. Małgorzaty w Radomlje                          |         |
| 13  | Rova             | Parafia św. Katarzyny, męczennicy               | nadzorowana przez proboszcza parafii Radomlje  | Kościół św. Katarzyny w Rova                               |         |
| 14  | Šentožbolt       | Parafia św. Ožbolta, męczennika                 | nadzorowana przez proboszcza parafii Blagovica | Kościół św. Ožbolta w Šentožbolt                           |         |
| 15  | Trzin            | Parafia św. Floriana , męczennika               | Boštjan Guček                                  | Kościół św. Floriana w Trzin                               |         |
| 16  | Vir pri Domžalah | Parafia św. Józefa                              | Pavel Okoliš                                   | Kościół św. Józefa w Vir pri Domžalah                      |         |
| 17  | Vrhpolje         | Parafia Świętych Apostołów Piotra i Pawła       | Ivan Povšnar                                   | Kościół Świętych Apostołów Piotra i Pawła w Vrhpolje       |         |
| 18  | Zlato Polje      | Parafia św. Marii Magdaleny                     | nadzorowana przez proboszcza parafii Brdo      | Kościół św. Marii Magdaleny w Zlato Polje                  |         |